# Jan Gästrin
Jan Gästrin, född den 30 december 1896 i Sundsvall, död den 17 augusti 1974, var en finsk-svensk psykolog med professors namn.

## Biografi
Gästrin var son till en snickarmästare. Han avlade fil.kand.-examen i Helsingfors 1919, fil.lic. 1932 och tog sin doktorsgrad 1936.
Gästrin var adjungerad professor vid Åbo Akademi 1938–47 och vid Helsingfors universitet 1941–47. Han var docent i pedagogik och pedagogisk psykologi vid Uppsala universitet från 1949. 1961 fick han professors namn. Under åren 1947–69 var han rektor vid Ericastiftelsens läkepedagogiska institut i Stockholm.
Gästrin var också styrelseledamot i Svenska föreningen för psykisk hälsovård och ordförande i Svenska Rorschachföreningen.
Gästrins författarskap rörde främst utvecklingspsykologin. Bland hans skrifter märks Den svårfångade intelligensen (1962) och Teoretisk barnpsykologi (1966).